# Kirribilli
Kirribilli è un sobborgo della città di Sydney in Australia. Situato sulla costa settentrionale della baia di Sydney, si trova a circa 3 chilometri a nord del CBD di Sydney.

## Geografia fisica
Il sobborgo si estende su una piccola penisola affacciata sulla baia di Sydney di fronte al centro della città, a cui è collegata tramite il Sydney Harbour Bridge.

## Monumenti e luoghi d'interesse

### Architetture religiose
Nel sobborgo si trova la chiesa anglicana di San Giovanni Battista.

### Architetture civili
Il sobborgo ospita due importanti residenze ufficiali: la Casa dell'Ammiragliato e la Casa Kirribilli.